# Роннебю
Роннебю (швед. Ronneby) — поселення на Півдні Швеції в лені Блекінґе. Адміністративний центр однойменної комуни.

## Історія
Поселення вперше міські права отримало 1387 року, повторно — у 1882 році.  В середні віки був важливим морським торговим містом. У 1564 році в околицях міста відбувся кровопролитний бій в ході Північної семирічної війни між шведською і данською арміями, в ході якого шведи під командуванням короля Еріка XIV облягли місто, вбили багатьох жителів і спалили його вщент. Пізніше Ерік повідомляв, що «вода була червоною від крові датчан». Число жертв було сильно перебільшено обома сторонами.
Після договору в Роскілле в 1658 році, згідно з яким Блекинге і ряд інших південних провінцій стали шведськими, на схід від Роннебю була побудована військово-морська база Карлскруна , а сам Роннебю був позбавлений права міста.
Після великої пожежі 1864 місто було повністю перебудований за новим планом. У 1882 році нарешті відновили статус міста.

## Герб міста
Від середини XVI ст. Роннебю використовувало герб із зображенням сигля (літери) «R» поміж зіркою та півмісяцем. У 1882 році замість літери на гербі додали перев'яз справа.
Після адміністративно-територіальної реформи, проведеної в Швеції на початку 1970-х років, муніципальні герби стали використовуватися лишень комунами. Тому з 1974 року цей герб представляє комуну Роннебю, а не місто.

## Населення
Населення становить 12 029 мешканців (2010). 

## Спорт
У поселенні базується футбольний клуб Роннебю БК. 

## Галерея

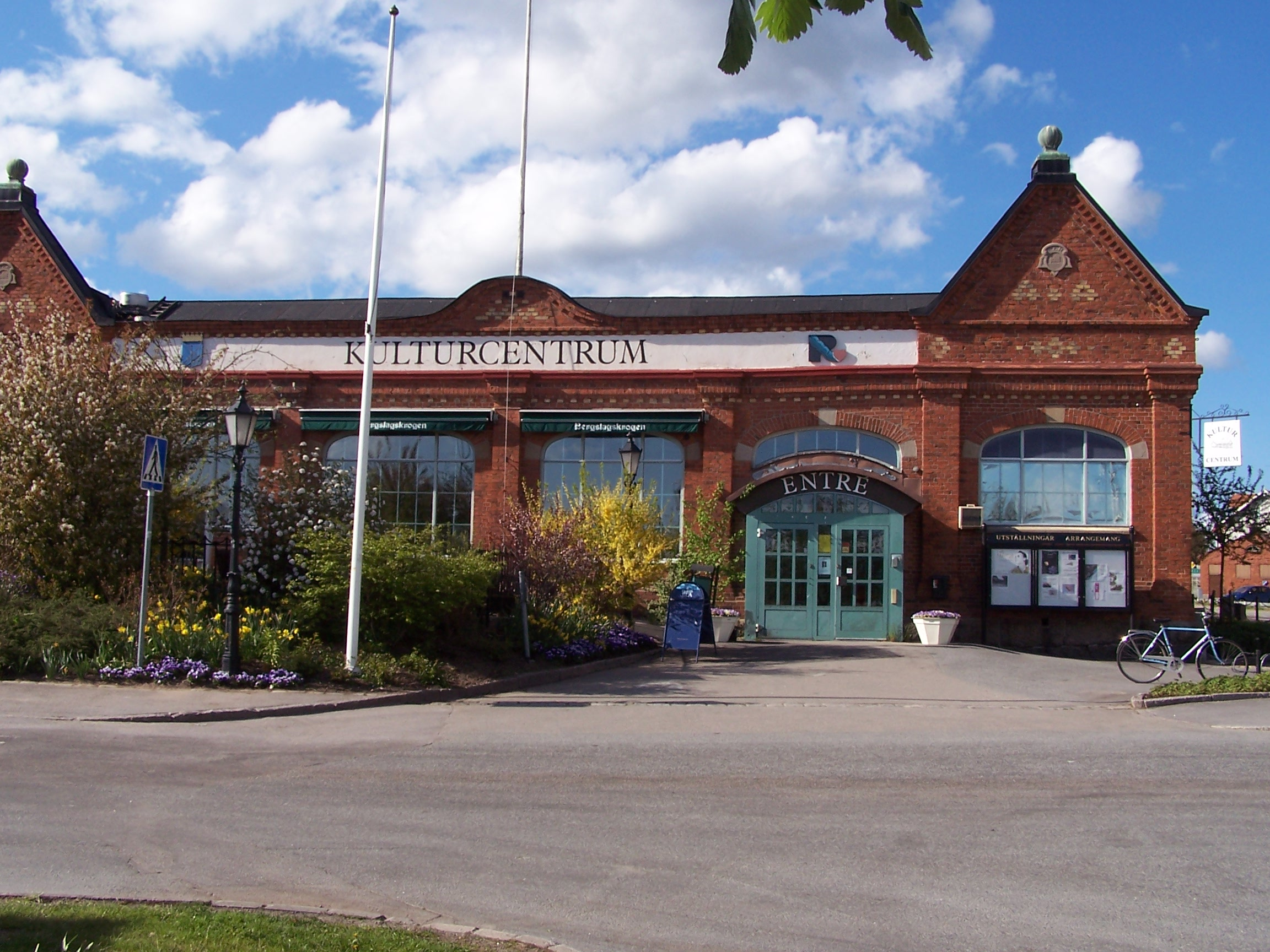
Культурний центр
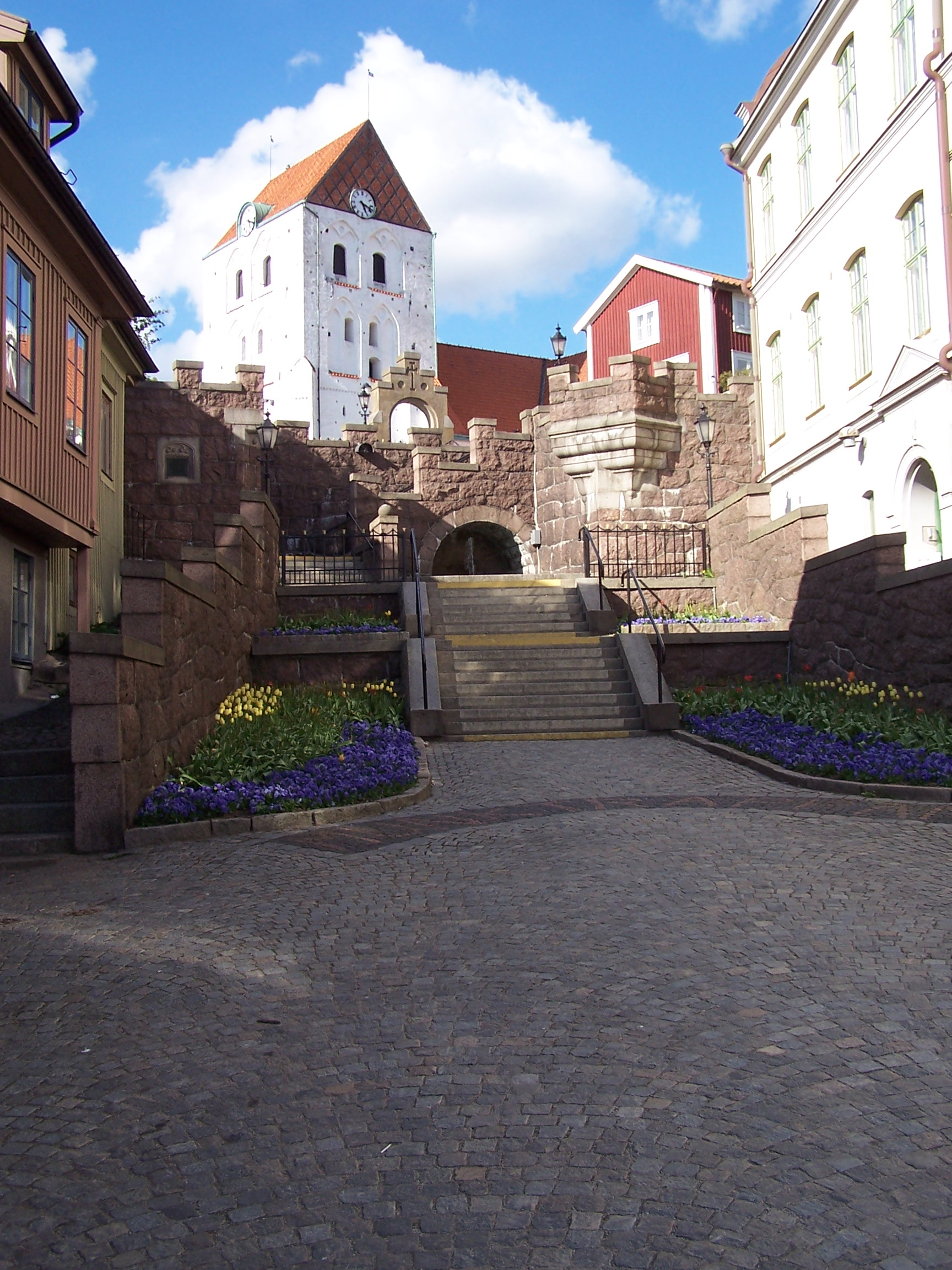
Церква Святого Хреста
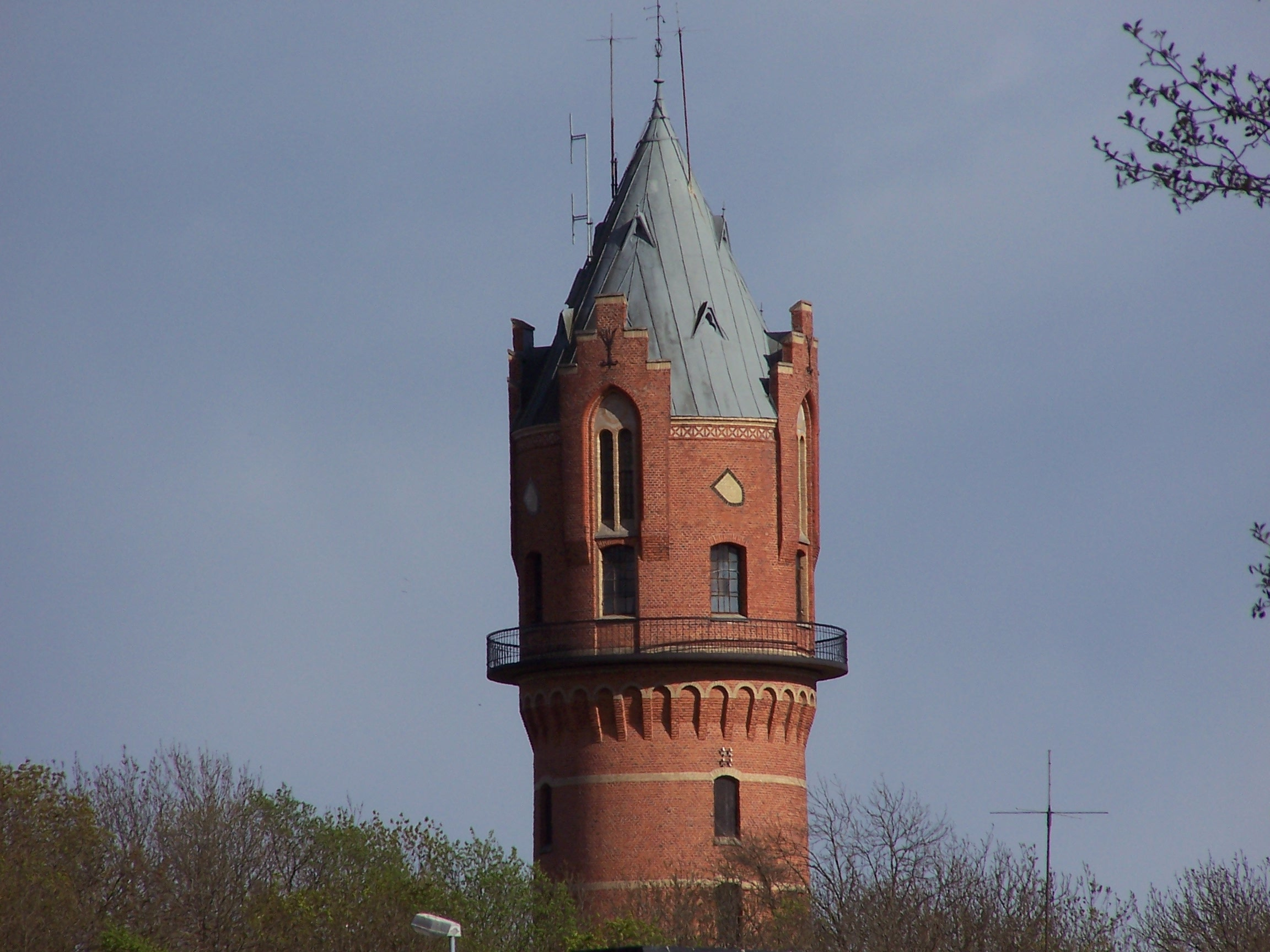
Стара водонапірна вежа
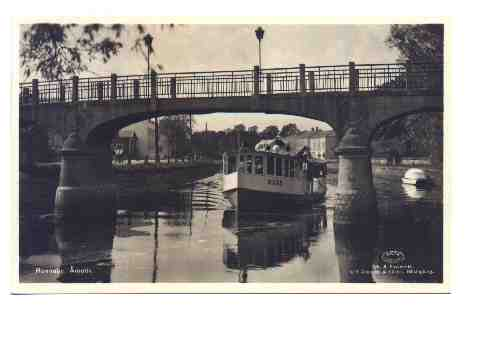
Роннебю на старих поштівках

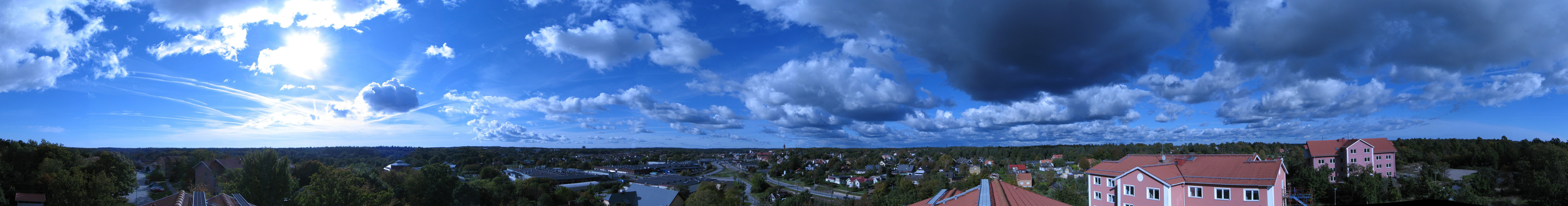
Панорама містечка